# Lassenberg (Gemeinde Glödnitz)
Lassenberg ist eine Ortschaft in der Gemeinde Glödnitz im Bezirk St. Veit an der Glan in Kärnten. Die Ortschaft hat 29 Einwohner (Stand 1. Jänner 2024). 

## Lage
Die Ortschaft Lassenberg liegt im Südosten der Katastralgemeinde Glödnitz, an den Hängen des 1235 m hohen Lassenbergs, östlich von Glödnitz und nordwestlich von Altenmarkt.
Zur Ortschaft gehören Aicher/Aichhof (Nr. 1 und 27), Obere Dietrichhube (Nr. 4), Wernig (Nr. 5), Trabotzer (Trobotzerkeusche, Nr. 10 und 14), Obere Holzkeusche (Nr. 12), Untere Holzkeusche (Nr. 13), Brustbauer (Obere Brustkeusche, Nr. 15) und einige Einfamilienhäuser am Mödringbach im Zauchwinkelgraben.

## Geschichte
1244 wird der Aichhof als Sitz Gurker Ministerialen genannt. 
Der Ort wird 1252 als Lazinperg genannt. Der Ortsname könnte „Berg der Freigelassenen“ bedeuten.
Bei Gründung der Ortsgemeinden Mitte des 19. Jahrhunderts kam Lassenberg an die Gemeinde Glödnitz. Bei der Kärntner Gemeindestrukturreform von 1973 kam der der Ort an die damals neu errichtete Gemeinde Weitensfeld-Flattnitz, seit deren Auflösung 1991 gehört die Ortschaft wieder zur Gemeinde Glödnitz.

## Bevölkerungsentwicklung
Für die Ortschaft ermittelte man folgende Einwohnerzahlen:
- 1869: 8 Häuser, 55 Einwohner[3]
- 1880: 16 Häuser, 123 Einwohner[4]
- 1890: 18 Häuser, 113 Einwohner[5]
- 1900: 17 Häuser, 132 Einwohner[6]
- 1910: 17 Häuser, 102 Einwohner[7]
- 1923: 16 Häuser, 89 Einwohner[8]
- 1934: 102 Einwohner[9]
- 1961: 15 Häuser, 87 Einwohner[10]
- 2001: 15 Gebäude (davon 11 mit Hauptwohnsitz) mit 18 Wohnungen; 41 Einwohner und 5 Nebenwohnsitzfälle; 15 Haushalte; 0 Arbeitsstätten, 10 land- und forstwirtschaftliche Betriebe[11]
- 2011: 14 Gebäude, 22 Einwohner, 10 Haushalte, 0 Arbeitsstätten[12]
- 2021: 14 Gebäude, 30 Einwohner, 11 Haushalte, 6 Arbeitsstätten[13]